# Roger Haines
Roger S. Haines, född 24 januari 1911, död 11 juli 1993 i Laconia, New Hampshire, var en amerikansk slädhundsförare. Han kom på femte plats i uppvisningsgrenen slädhundsrace i de olympiska vinterspelen i Lake Placid 1932.